# Apure (rzeka)
Apure – rzeka w Wenezueli o długości 1580 km, o powierzchni dorzecza 147 000 km² oraz średnim przepływie 2000 m³/s.
Rzeka Apure powstaje z połączenia rzeki Sarare z Uribante, a uchodzi ona do rzeki Orinoko.
Główne dopływy rzeki Apure:
- Portuguesa,
- Guárico.

Główne miasta nad rzeką Apure:
- San Fernando de Apure,
- Puerto de Nutrias.